# Danilo Sousa Campos
Danilo Sousa Campos (São Luís, 13 januari 1990) is een Braziliaans-Belgisch voormalig voetballer. Danilo is de zoon van voormalig voetballer Wamberto.

## Carrière

### Jeugd
Danilo werd geboren als zoon van de toen vijftienjarige Wamberto. Een jaar later verhuisden vader en zoon met de rest van het gezin naar België. Toen Wamberto in 1996 bij Standard Luik terechtkwam, sloot de jonge Danilo zich aan bij de jeugd van de Rouches.  Hij tekende in juli 2010 een tweejarig contract bij Standard Luik, dat daarvoor een opleidingsvergoeding betaalde aan AFC Ajax. Daar werd hij in de jeugdopleiding van Ajax verder opgeleid. Hij stootte door tot in het beloftenelftal van Adrie Koster maar kwam niet bij de hoofdselectie.

### Profvoetbal
In de zomer van 2010 haalde Standard Luik Danilo terug naar België. De dan 20-jarige Belg werd in Luik vervolgens wel in de A-kern opgenomen. Hij maakte er in de eerste competitiewedstrijd van het seizoen 2010/11 met een basisplaats zijn debuut op het hoogste niveau. In januari 2012 kreeg hij te horen dat zijn aflopende contract niet verlengd zou worden en hij per direct weg mocht. In februari vond hij in het Oekraïense Metaloerh Donetsk een nieuwe club. Hij tekende er voor drie jaar. Vervolgens speelde hij voor FK Mordovia Saransk en Dnipro Dnipropetrovsk. In januari 2016 ging hij voor Antalyaspor spelen. Vanaf januari 2019 speelde Danilo voor Al-Wahda FC in de Verenigde Arabische Emiraten waarna hij via Belarus bij Cypriotische clubs belandde.

## Spelersstatistieken
| Seizoen | Club                  | Land                                  | Competitie         | Duels | Doelp. |
| ------- | --------------------- | ------------------------------------- | ------------------ | ----- | ------ |
| 2010/11 | Standard Luik         | Vlag van België                       | Jupiler Pro League | 3     | 0      |
| 2011/12 | Standard Luik         | Vlag van België                       | Jupiler Pro League | 0     | 0      |
| 2011/12 | Metaloerh Donetsk     | Vlag van Oekraïne                     | Vysjtsja Liha      | 12    | 0      |
| 2012/13 | Metaloerh Donetsk     | Vlag van Oekraïne                     | Vysjtsja Liha      | 32    | 3      |
| 2013/14 | Metaloerh Donetsk     | Vlag van Oekraïne                     | Vysjtsja Liha      | 6     | 1      |
| 2014/15 | → FK Mordovia Saransk | Vlag van Rusland                      | Premjer-Liga       | 17    | 1      |
| 2015/16 | Dnipro Dnipropetrovsk | Vlag van Oekraïne                     | Vysjtsja Liha      | 17    | 0      |
| 2015/16 | Antalyaspor           | Vlag van Turkije                      | Süper Lig          | 14    | 2      |
| 2016/17 | Antalyaspor           | Vlag van Turkije                      | Süper Lig          | 28    | 0      |
| 2017/18 | Antalyaspor           | Vlag van Turkije                      | Süper Lig          | 15    | 1      |
| 2018/19 | Antalyaspor           | Vlag van Turkije                      | Süper Lig          | 11    | 2      |
| 2018/19 | Al-Wahda FC           | Vlag van Verenigde Arabische Emiraten | VAE Liga           | 0     | 0      |
| 2018/19 | Dinamo Minsk          | Vlag van Wit-Rusland                  | Vysjejsjaja Liga   | 26    | 6      |
| 2019/20 | Dinamo Minsk          | Vlag van Wit-Rusland                  | Vysjejsjaja Liga   | 11    | 1      |
| Totaal  | Totaal                | Totaal                                | Totaal             | 192   | 17     |

## Trivia
- Standard Luik-ploegmaat Sébastien Pocognoli had als kind een foto van Danilo's vader in zijn kamer hangen.[2]
- Danilo heeft zowel een Braziliaans als een Belgisch paspoort.